# 琵劳特氏菌属
琵劳特氏菌属也称皮约氏菌属、丸状菌属，为螺旋体科的一个属。该属的名称是以法国微生物学家琵劳特（J．Pillot）的名字命名的。
该属的模式种为木白蚁琵劳特氏菌（Pillotina calotermitidis）。

## 下属物种
- 木白蚁琵劳特氏菌 Pillotina calotermitidis (ex Hollande and Gharagozlou 1967) Bermudes et al. 1988，白蚁巢丸状菌